# Leposava Marković
Leposava Marković (cyr. Лепосава Марковић; ur. 20 maja 1973 w Pančevie) – serbska judoczka, reprezentująca Jugosławię i Serbię z Czarnogórą. Olimpijka z Barcelony 1992, gdzie zajęła dwudzieste miejsce w wadze ekstralekkiej.
Uczestniczka mistrzostw świata w 1989, 1991, 1997 i 1999. Startowała w Pucharze Świata w latach 1992 i 1997-2002. Siódma na mistrzostwach Europy w 1990 i 1991. Srebrna medalistka igrzyskach śródziemnomorskich w 1997 roku.

## Letnie Igrzyska Olimpijskie 1992
| Konkurencja | Eliminacje       | Klas. końcowa |
| Konkurencja | Przeciwnik I     | Miejsce       |
| ----------- | ---------------- | ------------- |
| 48 kg       | Li Aiyue (CHN) P | 20.           |